# 奥斯曼土耳其人
奥斯曼土耳其人是奥斯曼帝國穆斯林米利特的分支，以往主導著奥斯曼帝国的統治階層。有关奥斯曼人早期歷史的可靠資料十分匮乏，據一些史料所述，突厥烏古斯人的卡耶部落首領埃爾圖魯爾在十三世紀中為了逃離蒙古人入侵而逃離波斯。他向羅姆蘇丹國的蘇丹稱臣，蘇丹准許他入侵及征服比提尼亞、連接拜占庭帝國的尼科米底亞、尼西亞及布爾薩。他的征服取得成功，並建立了一個小國家，以拜占庭帝國的戰利品誘惑加齊（Ghazi）戰士來迅速增長軍力。埃爾圖魯爾的兒子奥斯曼一世是同名的奥斯曼王朝的創建者，奥斯曼王朝統治了奥斯曼帝国624年。

## 簡史
1221年，位于今天突厥斯坦的当时叫梅尔夫城外的平原上过着近二个世纪游牧生活的奥斯曼人为避蒙古帝国蹂躏梅尔夫城的锋芒而向西移到安那托利亞的罗姆苏丹国，从而被当时欧洲人所認識。奥斯曼人在安那托利亞西部建立了一個國家，以瑟於特為都，瑟於特毗鄰布爾薩，位於黑海及愛琴海之間的馬爾馬拉海以南。埃爾圖魯爾建立的侯國是衰落的塞爾柱帝國的一部分。他的兒子奥斯曼擴充了侯國，歐洲人都稱他的國家及人民為「奥斯曼」。奥斯曼的兒子奥爾汗繼續擴張，佔領尼西亞，即當今的伊茲尼克，又在1356年橫渡達達尼爾海峽占领加里波利。1453年5月29日，奥斯曼帝国的穆罕默德二世攻克君士坦丁堡（今伊斯坦堡）。
到1487年，奧圖曼帝國征服了小亞細亞半島的所有突厥穆斯林貝伊國。“奥斯曼人”這個名字變得比“土耳其人”更有聲望，漸漸地，奥斯曼帝国的所有穆斯林（不僅是講突厥語的人）以及皈依奥斯曼帝国伊斯蘭教的基督徒都開始稱自己為奧圖曼人。
此後，奥斯曼帝国把疆域扩大到大部分的巴爾幹半島、新月沃土，甚至是埃及和北非達多個世紀，帝國擁有先進的海陸軍。奥斯曼帝国一直延續至第一次世界大戰，帝國被協約國擊敗。1923年，凱末爾·阿塔图爾克建立現今的土耳其共和國，取代了奥斯曼帝国。

## 文化藝術
征服君士坦丁堡使統治者奥斯曼人成為地球上最有利可圖的帝國之一，當時的伊斯蘭文化昌盛，位處入歐通商的必經之路。奥斯曼人在書法、寫作、律法、建築及軍事科學上都有所發展。

### 奥斯曼書法
伊斯蘭教非常注重學習古蘭經經文，在歷史上，伊斯蘭文化在不同程度上傾向於無偶像論，書法因此成為奥斯曼人的主要藝術。
雅庫特語言時期在十五世紀被謝赫·哈姆杜拉所開創的一種新模式所排擠，該新模式成為奥斯曼書法的基礎，著重於納斯赫體（Naskh，一種阿拉伯字體），這成為古蘭經抄本的標準字體。
奥斯曼書法的另一次重大轉變是哈菲茲·奥斯曼（Hâfiz Osman）的文體，其嚴謹和簡化的文體在奥斯曼帝國領土達到巔峰時受到歡迎。
最後一種奥斯曼人的書法風格由穆斯塔法·拉基姆開創，是哈菲茲·奥斯曼文體的一次改革及延續，更為注重於技術完善，加寬了書法藝術的範疇。

### 奥斯曼詩詞
奥斯曼詩詞出產史詩式長度的詩詞，詩詞的名字較短，易於記憶，例如史詩詩人艾哈邁迪（？－1412年）的亞歷山大大帝。同時代的舍希創作了一些浪漫、愛情的詩詞。雅齊吉-格盧的宗教詩詞敍述先知穆罕默德的生平。

### 奥斯曼繪畫
十四世紀，奥斯曼帝國的繁華使畫作原稿得以經商人及工匠之手，促成縮畫的成熟繁榮，這些縮畫描寫日常生活、商業貿易、城市、記事及編年史。
十八世紀後期，奥斯曼繪畫受歐洲的影響，引入了油畫、遠景畫法、比喻繪畫、構圖等元素。